# Grammatonotus lanceolatus
Grammatonotus lanceolatus is een straalvinnige vissensoort uit de familie van de zeebaarzen (Callanthiidae). De wetenschappelijke naam van de soort is voor het eerst geldig gepubliceerd in 1976 door Kotthaus.